# Список островов Каспийского моря

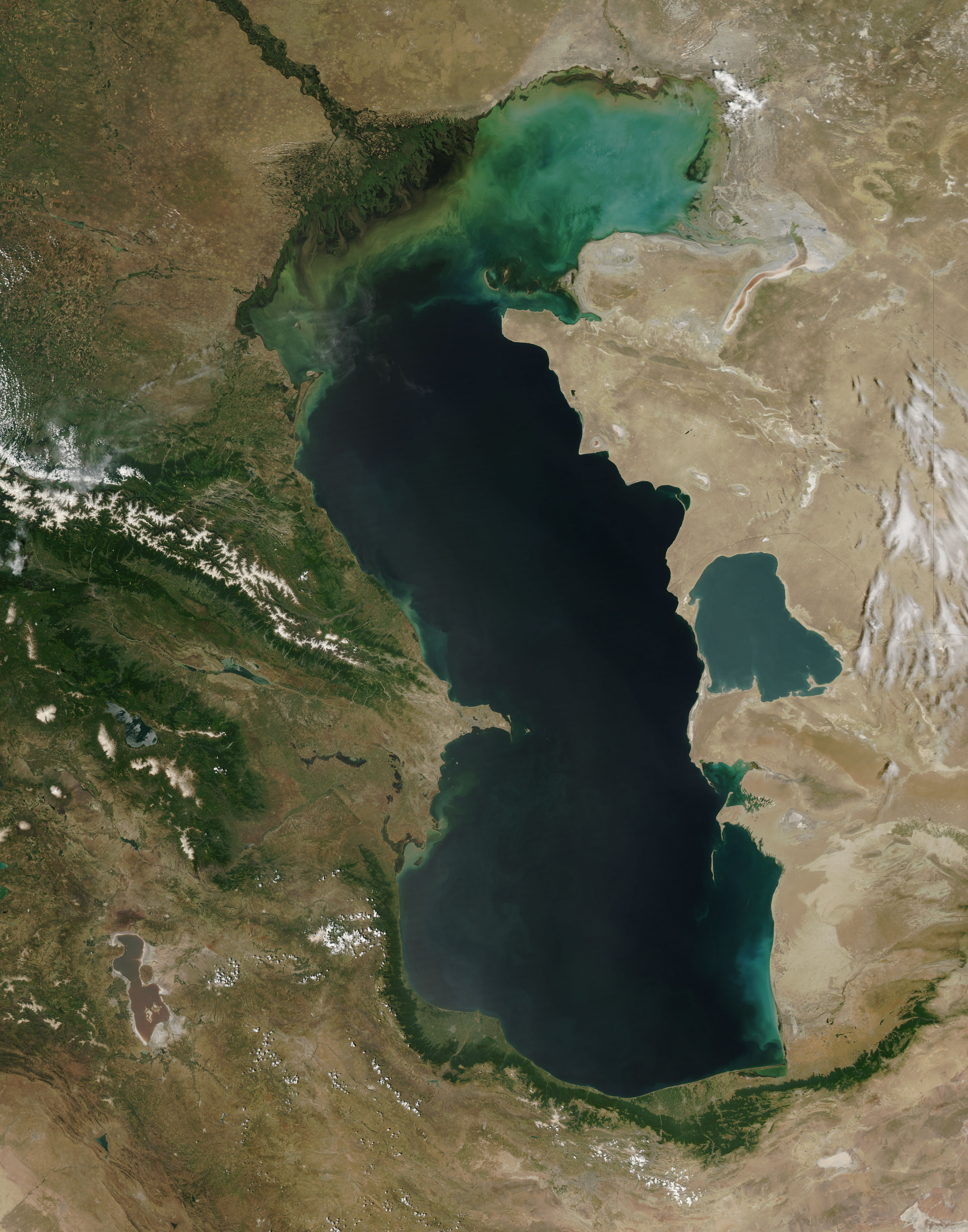
Каспийское море из космоса.

Список островов Каспийского моря — список островов, находящихся в Каспийском море. Всего в море насчитывается более 70 крупных и средних островов, общей площадью примерно 350 км². Острова в основном расположены недалеко от берега, и распространены в северной части моря, в дельте Волги. Также у побережья Азербайджана много банок. Выход к Каспийскому морю имеют 5 государств — Азербайджан, Иран, Казахстан, Россия и Туркменистан. Почти все острова не заселены людьми.

## Азербайджан
- Апшеронский архипелаг
Пираллахи
Чилов
Нефтяные Камни (искусственный, нефтяная платформа)
- az:Daş adalar qövsü
- Бакинский архипелаг
Гиль
Дашлы
Гарасу
Зенбиль
Гум
Даш-Зиря
Бёюк-Зиря
Чигиль
Сенги-Муган
Хере-Зиря
Внутренний Камень
Кюр-Дили
Кюр-Дашы
Новоивановский
Пирсагатские каменистые гряды
Бабурий
Гутан
- Яшма (остров)

## Иран
- Ашур-Ада

## Казахстан
1. Большие Пешные острова
2. Джамбайский остров
3. Зюдев
4. Спиркин Осерёдок
5. Сомовий kk:Сомовий
6. Сомёнок kk:Соменок
7. Бабий kk:Баба (арал)
8. Средний kk:Средний
9. Коневский Осерёдок kk:Коневский осередок
10. Тюленьи острова (Кулалы, Морской, Подгорный, Новый, Рыбачий)
11. Дурнева
12. kk:Ватажный
13. kk:Зюйд
14. kk:Плешина
15. kk:Дальний
16. kk:Долгий
17. kk:Дурнев аралдары

## Россия
- Песчаный
- Маленький

### Дагестан
- Чечень (бывший остров, соединился с Аграханским полуостровом)
- Тюлений
- Нордовый
- Морской Бирючок
- Прыгунки
- Базар
- Пичужонок
- Яичный

### Калмыкия
- Морская Чапура
- Морской Иван-Караул

### Астраханская область
- Верхний Осередок
- Чистой Банки
- Зюдев
- Коневский
- Баткачный
- Лихачёв
- Нижний
- Малый Сетной
- Большой Сетной
- Малый Зюдостинский
- Большой Зюдостинский
- Малый Жемчужный
- Седьмой
- Блинов
- Хохлатский
- Зелёненький
- Укатный[1]
- Жёсткий

## Туркменистан
- Огурчинский
- Кара-Ада
- Осушной (остров)